# 夏蜜柑
夏蜜柑（學名：Citrus natsudaidai），別名盧橘，是日本原產的芸香科柑橘屬植物，主要分布在山口縣等地。因為在初夏收穫，因此得名。甘夏（川野夏橙、甘夏蜜柑）為其栽培品種。

## 特徵
晩秋果實成熟，但是，到初春為止酸味仍強，不適於食用，初夏之後，酸味才會減低。

## 脚註
1. ↑   (PDF).   [2016-02-29]. （原始内容存档 (PDF)于2016-03-07）.

## 關連項目
- 柑橘
- 柑橘屬
- 水果列表
- 萩市